# Stíhací dělo

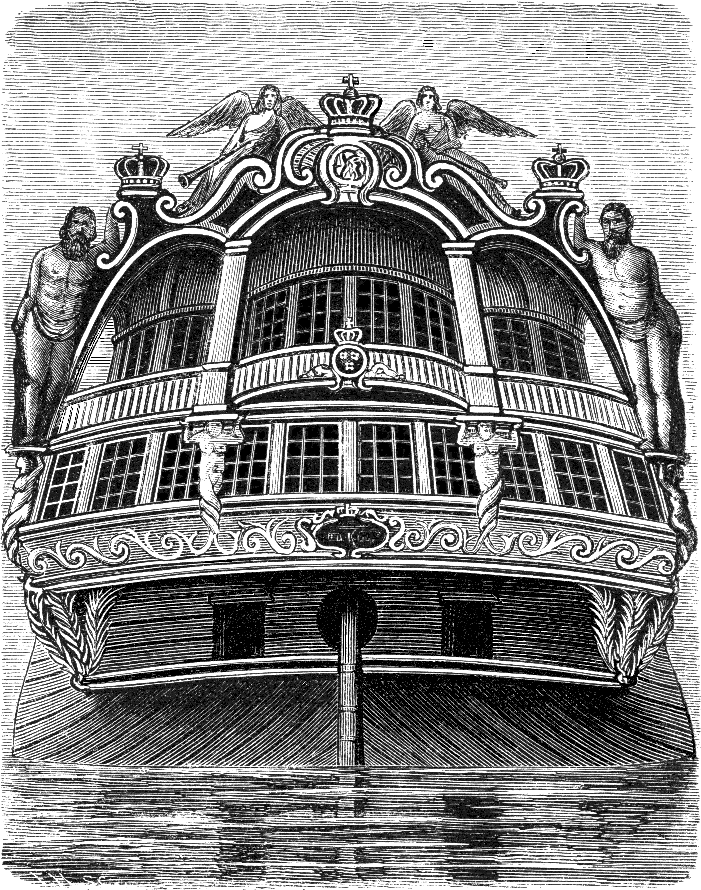
Záď válečné lodi. Dole dvě střílny pro stíhací děla.

Stíhací dělo je takové dělo, které je osazeno v nejpřednějších střílnách lodi, nebo ve střílnách umístěných na zádi, umožňující palbu ve směru či protisměru plavby takto vyzbrojené lodě. Většinou se jednalo o dalekonosná 12- nebo 9liberní děla s dlouhou hlavní.